# Ousmane Camara (calciatore 1998)
Ousmane Camara (Conakry, 28 dicembre 1998) è un calciatore guineano, attaccante dell'Astana.

## Carriera

### Club
Camara è passato agli svedesi dell'Eskilstuna City nel corso del 2017. L'anno seguente è passato all'AFC Eskilstuna, in Superettan: ha esordito in squadra il 31 marzo 2018, schierato titolare nel pareggio interno per 0-0 contro il Brage. Il 15 aprile ha trovato la prima rete, nel 4-0 sull'IFK Värnamo. Ha contribuito alla promozione della squadra in Allsvenskan, arrivata al termine di quella stessa stagione mediante i play-off.
Il 31 marzo 2019 ha quindi debuttato nella massima divisione locale, subentrando a Samuel Nnamani nella vittoria per 3-1 sull'IFK Göteborg. Il 13 luglio ha trovato la prima rete, nel successo per 3-1 sul Kalmar.
Il 16 agosto 2019 è stato reso noto il passaggio di Camara ai norvegesi del Vålerenga: il giocatore ha firmato un contratto valido fino al 31 dicembre 2022. Il trasferimento è stato ratificato il 31 agosto, con lo svolgimento delle ultime formalità burocratiche. Ha giocato la prima partita in Eliteserien il successivo 1º settembre, sostituendo Aron Dønnum nel pareggio interno per 1-1 contro il Rosenborg.
Il 27 gennaio 2021 è passato ai georgiani del Dila Gori con la formula del prestito. Il 28 febbraio ha esordito nella nuova squadra, subentrando a Irak'li Bughridze nella vittoria per 1-0 contro lo Shukura Kobuleti. Il 14 marzo ha trovato la prima rete, nel successo per 1-2 sul campo del Samgurali Ts'q'alt'ubo. L'8 luglio 2021 ha disputato la prima partita nelle competizioni UEFA per club, nei turni preliminari della Conference League: è stato titolare nella sconfitta per 5-1 in casa dello Žilina.
Il 12 gennaio 2022, il Vålerenga ha ufficializzato la cessione di Camara al Dila Gori a titolo definitivo. Il 13 gennaio, la Dinamo Tbilisi ha reso noto d'aver ingaggiato Camara dal Dila Gori. Il 25 febbraio ha quindi debuttato con la nuova maglia, trovando anche una rete nel 4-0 sulla Torpedo Kutaisi.

### Nazionale
Ha giocato nella nazionale guineana Under-17.
Nel 2024 ha esordito in nazionale maggiore.

## Statistiche

### Presenze e reti nei club
Statistiche aggiornate al 9 ottobre 2022.
| Stagione              | Club                  | Campionato            | Campionato | Campionato | Coppe nazionali | Coppe nazionali | Coppe nazionali | Coppe continentali | Coppe continentali | Coppe continentali | Supercoppe | Supercoppe | Supercoppe | Totale | Totale |
| Stagione              | Club                  | Comp                  | Pres       | Reti       | Comp            | Pres            | Reti            | Comp               | Pres               | Reti               | Comp       | Pres       | Reti       | Pres   | Reti   |
| --------------------- | --------------------- | --------------------- | ---------- | ---------- | --------------- | --------------- | --------------- | ------------------ | ------------------ | ------------------ | ---------- | ---------- | ---------- | ------ | ------ |
| 2017                  | Eskilstuna City       | D2                    | ?          | ?          | CS              | ?               | ?               | -                  | -                  | -                  | -          | -          | -          | ?      | ?      |
| 2018                  | AFC Eskilstuna        | S                     | 28+2       | 4+0        | CS              | 5               | 0               | -                  | -                  | -                  | -          | -          | -          | 35     | 4      |
| gen.-lug. 2019        | AFC Eskilstuna        | A                     | 15         | 2          | CS              | 0               | 0               | -                  | -                  | -                  | -          | -          | -          | 15     | 2      |
| Totale AFC Eskilstuna | Totale AFC Eskilstuna | Totale AFC Eskilstuna | 43+2       | 6+0        |                 | 5               | 0               |                    | -                  | -                  |            | -          | -          | 50     | 6      |
| ago.-dic. 2019        | Vålerenga             | ES                    | 6          | 0          | CN              | -               | -               | -                  | -                  | -                  | -          | -          | -          | 6      | 0      |
| 2020                  | Vålerenga             | ES                    | 4          | 0          | -               | -               | -               | -                  | -                  | -                  | -          | -          | -          | 4      | 0      |
| Totale Vålerenga      | Totale Vålerenga      | Totale Vålerenga      | 10         | 0          |                 | -               | -               |                    | -                  | -                  |            | -          | -          | 10     | 0      |
| 2021                  | Dila Gori             | EL                    | 36         | 8          | CG              | 2               | 1               | UECL               | 2                  | 1                  | -          | -          | -          | 40     | 10     |
| 2022                  | Dinamo Tbilisi        | EL                    | 29         | 7          | CG              | 2               | 0               | UECL               | 2                  | 0                  | -          | -          | -          | 33     | 7      |
| Totale                | Totale                | Totale                | 118+2+     | 21+0+      |                 | 9+              | 1+              |                    | 4                  | 1                  |            | -          | -          | 133+   | 23+    |

## Palmarès

### Club

#### Competizioni nazionali
- Liga Kubogy: 1

Astana: 2024